# Marco Kadlec
Marco Kadlec (28 februari 2000) is een Oostenrijks voetballer die doorgaans als aanvallende middenvelder speelt. In 2018 maakte hij de overstap van de jeugd van Admira Wacker naar het eerste elftal.

## Clubcarrière
Kadlec begon zijn carrière bij de jeugd van ASK Ebreichsdorf. In 2008 maakte hij de overstap naar de jeugd van Admira Wacker waar hij in 2018 de overstap naar het eerste elftal maakte. Op 26 juli 2018 maakte Kadlec zijn debuut op Europees niveau. In de kwalificatiewedstrijd voor de Europa League startte Kadlec op het veld van CSKA Sofia. Op 5 augustus 2018 maakte Kadlec zijn debuut in de Bundesliga in de met 0–1 gewonnen wedstrijd op TSV Hartberg. Negentien minuten voor tijd kwam hij Patrick Schmidt vervangen.

## Clubstatistieken
| Seizoen     | Club          | Competitie  | Competitie | Competitie | Beker | Beker | Internationaal | Internationaal | Totaal | Totaal |
| Seizoen     | Club          | Competitie  | Wed.       | Dlp.       | Wed.  | Dlp.  | Wed.           | Dlp.           | Wed.   | Dlp.   |
| ----------- | ------------- | ----------- | ---------- | ---------- | ----- | ----- | -------------- | -------------- | ------ | ------ |
| 2018/19     | Admira Wacker | Bundesliga  | 6          | 0          | 1     | 0     | 2              | 0              | 9      | 0      |
| Club totaal | Club totaal   | Club totaal | 6          | 0          | 1     | 0     | 2              | 0              | 9      | 0      |

Bijgewerkt op 24 januari 2019

## Interlandcarrière
Kadlec doorliep verschillende jeugdploegen van het nationale elftal.